# Wurrunna
Wurrunna aussi appelé « Wurrunna » ou « Wurrunah », est un personnage de la mythologie aborigène qui apparaît dans plusieurs récits du Temps du rêve.
On le trouve dans la légende de « Meamai, les sept sœurs », une métaphore de la création de la constellation des Pléiades, et dans la légende du « Voyage de Wurrunna à la mer », des récits recueillis par K. Langloh Parker (en).
Dans la légende des « Cygnes noirs », Wurrunna est décrit comme un magicien qui exerce puis perd ses pouvoirs.